# Departamento Leandro N. Alem
Leandro N. Alem es un departamento ubicado en el centro-sur de la provincia de Misiones, Argentina.
Limita con los departamentos Capital, Oberá, Candelaria, Apóstoles, Concepción y San Javier.
El departamento tiene una superficie de 1.070 km², equivalente al 3,6 % del total de la provincia.
Su población es de 45.075 (censo 2010 INDEC).

## Población
Su población fue de 49 797 habitantes, según el censo 2022 (INDEC) frente a los 45.075 habitantes (Indec,2010) del censo anterior, lo que representó un incremento del 10,5% menor al crecimiento provincial que fue del 16,1%.